# 馮巽占
馮巽占（?—?），浙江省錢塘縣人，清朝政治人物、同進士出身。
光緒三十年，會試第147名；殿試登進士三甲第65名，以主事分部學習。